# Сакис Рувас
Анастасиос (Сакис) Рувас (на гръцки: Αναστάσιος (Σάκης) Ρουβάς) е гръцки музикант (поп и рок певец, китарист и пианист), бизнесмен и лекоатлет (овчарски скок).
Забелязан е през 1991 г. в Атина от звукозаписната компания „Полиграм“. Няколко месеца по-късно се представя на Солунския музикален фестивал. Първата му песен е „Парта“. Носител е на няколко отличия от Гръцките музикални награди, включително за най-добър изпълнител, най-добра песен и най-добра сценична изява.
През 2004 г. е избран да представя Гърция в Конкурса за песен „Евровизия“, където с песента Shake it на Никос Терзис заема 3-то място. През 2009 г. участва в същия конкурс и песента му This is Our Night се класира на 7-о място, като при гласуването получава максималните 12 точки от България.

## Дискография
- 1991: Πάρ’ τα (Pár’ ta)
- 1992: Μην αντιστέκεσαι (Min antistékese)
- 1993: Για σένα (Ya séna)
- 1994: Αίμα, δάκρυα και ιδρώτας (Éma, dákrya ke idrótas)
- 1996: Τώρα αρχίζουν τα δύσκολα (Tóra archízoun ta dýskola)
- 1998: Κάτι από μένα (Káti apó ména)
- 2000: 21ος Ακατάλληλος (Ikostós prótos Akatállilos)
- 2002: Όλα καλά (Óla kalá)
- 2003: Feelings (сингъл)
- 2003: Dis-lui (сингъл)
- 2003: Το χρόνο σταματάω (To chróno stamatáo)
- 2003: Remixes
- 2004: Shake it (сингъл)
- 2005: Σ’ έχω ερωτευθεί (S’ ékho erotefthí)
- 2006: Live Ballads
- 2007: Υπάρχει αγάπη εδώ (Ypárchi agápi edó)
- 2008: Ηρθες (Irthes)
- 2010: Παραφόρα (Parafora)